# Munții Pindului
Munții Pindului reprezintă o catenă montană care se întinde din partea de sud și sud-est a Albaniei până în partea de nord a peninsulei Peloponez, fiind astfel coloana vertebrală a statului elen; are o lungime de 797 km. Sunt alcătuiți din roci sedimentare dispuse deasupra unui miez alcătuit din roci vulcanice și metamorfice, motiv pentru care nu au un aspect unitar, ci se prezintă sub forma unor culmi despărțite de văi transversale. Altitudinea maximă: 2.637 m (Vf. Smolikas). Sunt acoperiți de păduri de foioase și conifere.